# Paratissa
Paratissa is een vliegengeslacht uit de familie van de oevervliegen (Ephydridae).

## Soorten
- P. semilutea (Loew, 1869)